# Breil-sur-Roya
Pour les articles homonymes, voir Breil et Roya (homonymie).
Breil-sur-Roya [bʁɛj syʁ ʁwaja] et en italien Breglio ou Breglio sul Roia, est une commune française située dans le département des Alpes-Maritimes en région Provence-Alpes-Côte d'Azur, dans la vallée de la Roya. Ses habitants sont appelés les Breillois.

## Géographie

### Localisation
Breil-sur-Roya est un village du Sud-Est de la France à 61 kilomètres de Nice et 34 kilomètres de Menton. Breil-sur-Roya est situé à 24 kilomètres de la mer (Vintimille) et 39 kilomètres de la station de ski de Limone Piemonte.
Les communes limitrophes sont La Bollène-Vésubie, Moulinet, Saorge et Sospel, toutes elles en françaises, mais aussi les communes italiennes d'Airole, Dolceacqua, Olivetta San Michele et Rocchetta Nervina.

### Géologie et relief
La commune se compose de 76,71 hectares de territoires artificialisés (0,94 %), 485,64 hectares de territoires agricoles (5,93 %) et 7 623,99 hectares de forêts et milieux semi-naturels (93,13 %).
Espaces naturels :
- Quatre espaces protégés hors Natura 2000 :

Tête D'Alpe. Réserve biologique dirigée,
Tête D'Alpe. Réserve biologique intégrale,
Mercantour. Parc national, zone cœur,
Mercantour. Aire D'Adhésion.
- Trois espaces protégés Natura 2000 :

Le Mercantour SIC,
Sites à chauves souris de Breil-sur-Roya SIC,
Le Mercantour ZPS.
- Quatre zones naturelles d'intérêt écologique, faunistique et floristique (Znieff) :

Chaînons frontaliers de Sospel à Menton,
Bassin de la Roya,
Vallon et forêt de Caïros,
L'Authion.

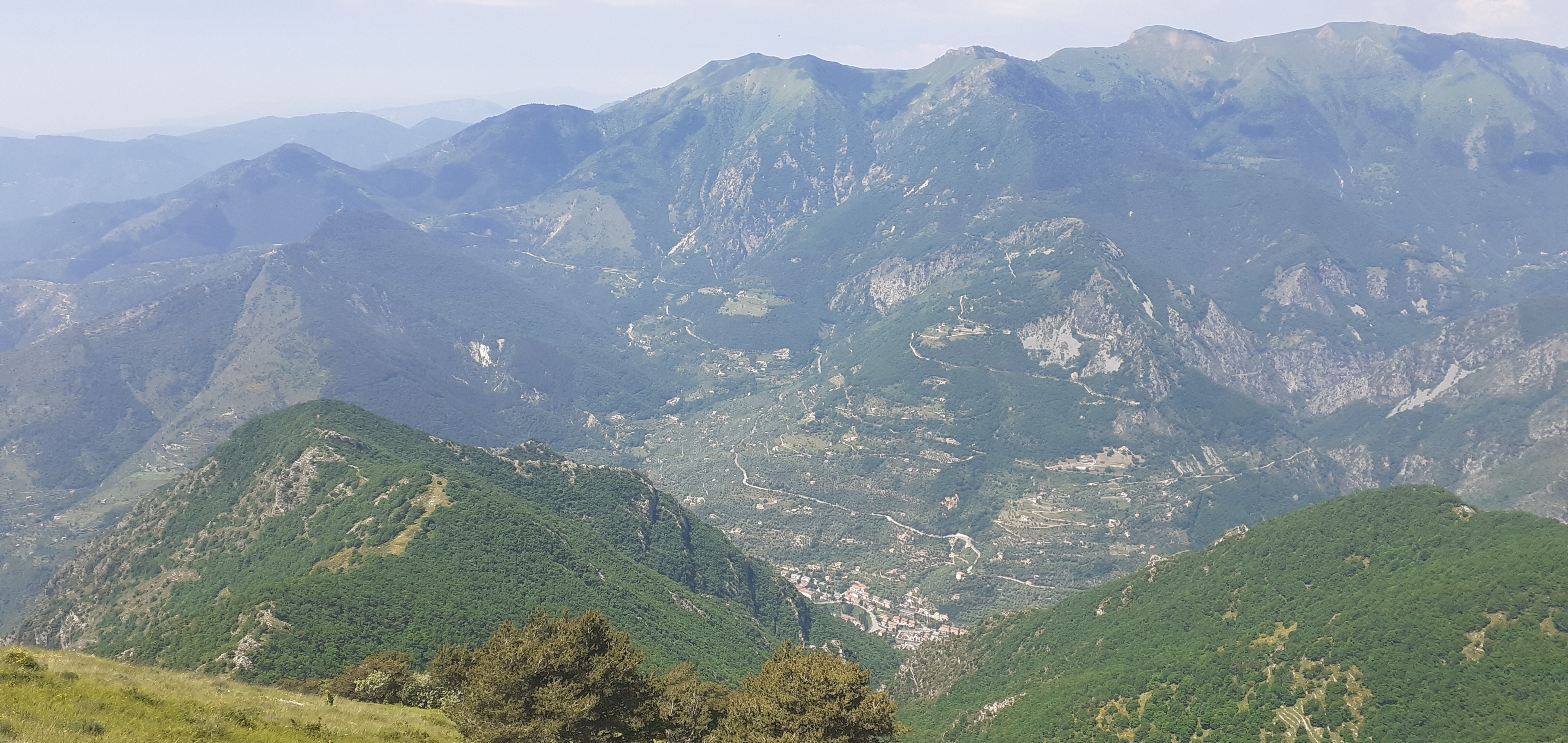
Vue sur Breil-sur-Roya depuis le sommet de l'Arpette

La commune est membre du parc national du Mercantour. Elle est entourée de : 
- Pointe des 3 Communes.
- Pointe de Ventabren[14].
- Sommet de l'Arpette[15].
- Giagiabella.
- la Réserve transfrontalière de Tête d’Alpe[16].
- Col de Brouis, avec son monument commémorant la libération de la vallée par les FFI en 1945[17].
- Massif boisé de l’Authion.

### Hydrographie et les eaux souterraines
Cours d'eau sur la commune ou à son aval :
- Le village est longé par le fleuve Roya prenant sa source au col de Tende et se jetant à Vintimille (Italie).
- vallons de la maglia, de la lavina, de carleva, de riou, de crep,
- ruisseaux audin, boretta, foïet, de mure, aube, de chièsé,

### Climat
Pour des articles plus généraux, voir Climat de Provence-Alpes-Côte d'Azur et Climat des Alpes-Maritimes.
En 2010, le climat de la commune est de type climat méditerranéen franc, selon une étude du Centre national de la recherche scientifique s'appuyant sur une série de données couvrant la période 1971-2000. En 2020, Météo-France publie une typologie des climats de la France métropolitaine dans laquelle la commune est dans une zone de transition entre le climat de montagne et le climat méditerranéen et est dans la région climatique Var, Alpes-Maritimes, caractérisée par une pluviométrie abondante en automne et en hiver (250 à 300 mm en automne), un très bon ensoleillement en été (fraction d’insolation > 75 %), un hiver doux (8 °C) et peu de brouillards.
Pour la période 1971-2000, la température annuelle moyenne est de 13,7 °C, avec une amplitude thermique annuelle de 16,1 °C. Le cumul annuel moyen de précipitations est de 950 mm, avec 5,1 jours de précipitations en janvier et 4,7 jours en juillet. Pour la période 1991-2020, la température moyenne annuelle observée sur la station météorologique de Météo-France la plus proche, « Sospel », sur la commune de Sospel à 9 km à vol d'oiseau, est de 13,2 °C et le cumul annuel moyen de précipitations est de 1 009,8 mm. 
La température maximale relevée sur cette station est de 36 °C, atteinte le 28 juin 2019 ; la température minimale est de −8,1 °C, atteinte le 27 février 2018,,.
Les paramètres climatiques de la commune ont été estimés pour le milieu du siècle (2041-2070) selon différents scénarios d'émission de gaz à effet de serre à partir des nouvelles projections climatiques de référence DRIAS-2020. Ils sont consultables sur un site dédié publié par Météo-France en novembre 2022.

### Milieux naturels et biodiversité
- En octobre 2012, alors que des travaux sont entrepris par EDF pour rénover le barrage hydraulique du village, des écrevisses à pattes blanches ainsi que des poissons d'origine préhistorique vivants sont retrouvés dans le lac lors de son vidage. Après analyses scientifiques, ces animaux ont été normalement réintroduits en amont du village.

## Urbanisme
Le périmètre de Schéma de cohérence territoriale (SCOT) comprend 15 communes : Breil sur Roya, Sospel, La Turbie, Moulinet, Saorge, Tende, Beausoleil, Menton, Sainte Agnès, Fontan, Roquebrune cap Martin, Gorbio, Castellar, La Brigue, Castillon.
Douze communes de l’aire du SCoT ont été classées en zone montagne par les arrêtés interministériels en date du 20 février 1974 et du 28 avril 1976 : 6 communes du Haut-Pays (Tende, La Brigue, Fontan, Saorge, Breil-Sur-Roya, Moulinet) et celles de la Frange Sud de la zone montagne très urbanisée (Sospel, Castillon, Castellar, Gorbio, Sainte-Agnès et Peille).

### Typologie
Au 1er janvier 2024, Breil-sur-Roya est catégorisée bourg rural, selon la nouvelle grille communale de densité à 7 niveaux définie par l'Insee en 2022.
Elle appartient à l'unité urbaine de Breil-sur-Roya, une unité urbaine monocommunale constituant une ville isolée,. La commune est en outre hors attraction des villes,.

### Voies de communications et transports

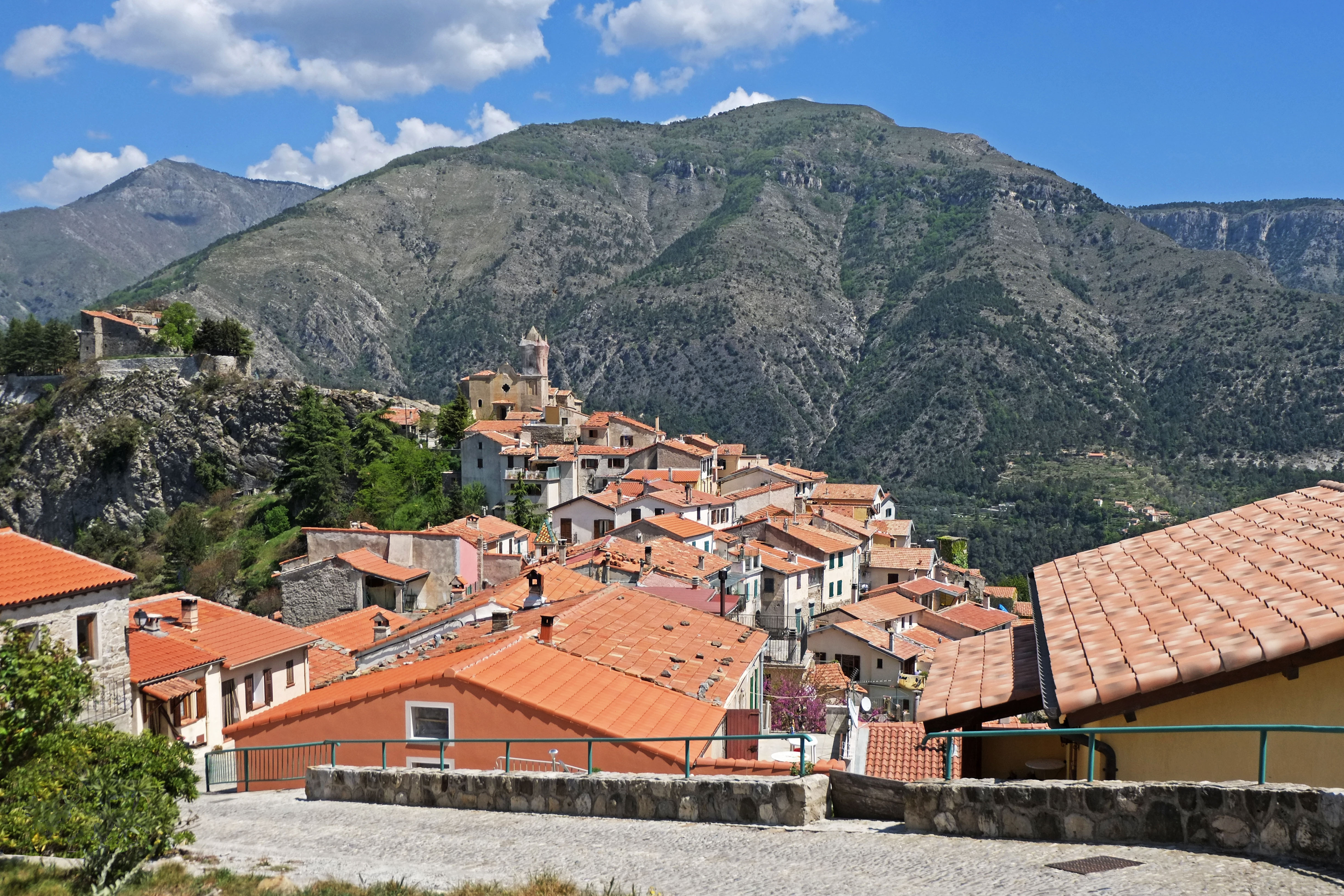
Piène Haute.

#### Voies routières
Commune desservie par la Route nationale 204.

#### Transports en commun
Transport en Provence-Alpes-Côte d'Azur
- Transports en commun de la Communauté d'agglomération de la Riviera Française[33].
- Transports à la demande (TAD)[34].

##### SNCF
- Gare de Breil-sur-Roya[35].
- Ancienne gare de Piène.

### Sismicité et risques naturels
Le 2 octobre 2020, de nombreux villages des diverses vallées des Alpes-Maritimes (Breil-sur-Roya, Fontan, Roquebillière, St-Martin-Vésubie et Tende...) sont fortement impactés par un "épisode méditerranéen" de grande ampleur, la tempête Alex. Certains hameaux de la commune restent inaccessibles jusqu'à plus d'une semaine après la catastrophe et l'électricité n'a été rétablie que vers le 20 octobre. L'Arrêté du 7 octobre 2020 portant reconnaissance de l'état de catastrophe naturelle a identifié 54 communes, dont Breil-sur-Roya, au titre des "Inondations et coulées de boue du 2 au 3 octobre 2020".
Commune située dans une zone de sismicité moyenne.
La commune a élaboré un PPR.

## Toponymie
La langue anciennement parlée à Breil est le Breillois (breyenc [bʀe.ˈjeŋk]) rattaché au royasque, et donc au Ligure. En langue provençale niçoise, le nom du village se dit Brelh de Ròia (norme classique) ou Brei (norme mistralienne, selon Georges Castellana) et les habitants sont I Breyenchi (en breillois) ou Lu  Brelhencs / Breienc (en niçois).
La forme italienne de la commune, officielle avant 1860, était Breglio, dérivé de Broglio et Breglium, Brelh en 1157. Il existait aussi la version Breglio sul Roia.

## Histoire
Village situé au centre  de la vallée, Breil, aujourd'hui Breil-sur-Roya, est un lieu de passage obligé où se rejoignent les routes reliant la Provence et le pays niçois, la Riviera dei Fiori, par Vintimille, à la plaine du Pô. Ce village a longtemps eu une activité liée aux convois de muletiers reliant le port de Nice au Piémont par la vallée de la Roya et le col de Tende.

### Préhistoire
Les traces les plus anciennes de présence humaine dans la vallée de la Roya remontent à l'âge du bronze : plusieurs milliers de gravures rupestres datant de 1800 à 1500 av. J.-C. ont été retrouvées dans la vallée des Merveilles, près de Tende. Vers 500 av. J.-C., les Celtes venus d'Europe centrale arrivent en Ligurie et se sont mêlés aux populations locales. Des enclos de pierre typiques de cette civilisation celto-ligure ont été mis au jour dans la vallée de la Roya.

### Antiquité
Vers 200 av. J.-C. les Romains, qui s'étaient étendus sur la côte méditerranéenne, remontent la vallée de la Roya. Ils soumettent les Celto-Ligures locaux, les Oratelli, 5 av. J.-C.
La christianisation de la vallée de la Roya se fait autour des années 400.

### Moyen Âge
Vers 560, les Lombards sont sans doute les premiers à tenter d'établir un pouvoir politique dans la région.

#### Époque carolingienne
En 774, Charlemagne devient roi des Lombards et en 800, il est sacré empereur d'occident. La Roya fait donc partie de l'empire.
En 843, au traité de Verdun, après la mort de Louis le Pieux (ou le Débonnaire), fils de Charlemagne, l'empire est partagé en trois.
Pays-Bas, Bourgogne, Provence et Italie du Nord sont attribuées à Lothaire.
La Roya fait donc partie de la Lotharingie qui est incorporée par la suite au Saint-Empire romain germanique.

#### 962 - 1258:  Breil dans le comté de Vintimille
En 962, une charte de San Remo fait état du comté de Vintimille axé sur la vallée de la Roya.
En 996, Otton III, empereur du Saint-Empire Romain Germanique, donne le fief de Vintimille (dont la Roya fait partie) aux comtes de Vintimille.

#### 1257 - 1283: Breil dans le comté de Tende
Battu par les Génois, Guillaumin (Guillaume IV, comte de Vintimille) vend ses terres à Charles d'Anjou comte de Provence (frère de Louis IX). Encouragé par les Génois, Pierre Balbe et Guillaume Pierre (frères de Guillaumin) se replient en haute Roya à Tende et, refusant en 1258 l'accord de vente de la Roya, maintiennent leur autorité sur Breil.

#### 1283 - 1388: Breil en Provence
En 1283, aidé par des familles breilloises (Rostagni et Cottalorda) anoblies à l'occasion, Charles d'Anjou réussit à récupérer les terres de la Roya achetées à Guillaumin. Durant cette période, la croissance démographique entraîne la construction de maisons hors des fortifications du château et par là même l'amorce de la construction du village actuel.
La succession de la reine Jeanne, comtesse de Provence, entraîne des troubles et favorise la dédition de Nice à la Savoie le 28 septembre 1388. Quelques jours après, le 10 octobre 1388, Breil se donne à son tour à Amédée VII, comte de Savoie.

### Temps modernes

#### 1388 - 1691: Breil en Savoie
Les comtes de Savoie ont maintenant un débouché sur la Méditerranée. En 1416, le comté de Savoie est érigé en duché. En 1563, la capitale des États de Savoie est déplacée de Chambéry vers Turin.

#### 1691 - 1696 - Breil en France
En 1691, Louis XIV, roi de France, annexe les états de Victor-Amédée II de Savoie qui était entré dans la Ligue d'Augsbourg aux côtés du Saint-Empire. Breil fait alors partie du royaume de France.
En 1696, par le traité de Turin, Victor-Amédée II est contraint de quitter la Ligue d'Augsbourg et à se ranger au côté du royaume de France. En contrepartie, il retrouve ses États et Breil se retrouve sous l'autorité de la Savoie.

#### 1696 - 1713: Breil en Savoie Piémont
Mais Victor Amédée II s'est rangé du côté du Saint-Empire contre le roi de France Louis XIV, au cours de la guerre de Succession d'Espagne, et ne peut empêcher le comté de Nice d'être envahi par les armées du royaume de France. Le prieuré bénédictin Saint-Jean est détruit en 1707 pendant la retraite des troupes commandées par le prince Eugène.

#### 1713 - 1720: Breil en Sicile
Cependant, en 1713, au traité d'Utrecht, il retrouve son autorité sur ses terres et obtient en outre la couronne royale de Sicile, qu'il échange en 1718 par le traité de Londres contre la Sardaigne érigée en royaume. Cet échange est effectif en 1720, à l'issue de la guerre de la Quadruple-Alliance.
Les États non insulaires du royaume de Sardaigne sont appelés dorénavant États sardes de terre-ferme.

#### 1720 - 1793: Breil en Sardaigne
En 1740, la Sardaigne s'étant rangée aux côtés de l'Autriche et de l'Angleterre, contre la France et l'Espagne, Breil est impliqué dans la guerre de Succession d'Autriche.
En 1744, Breil doit ouvrir ses portes aux troupes franco-espagnoles, les Gallispans.
En 1748, au traité d'Aix-la-Chapelle qui met fin à la guerre de Succession d'Autriche, la Sardaigne retrouve son autorité sur la Roya.

### Révolution française et Empire

#### 1793 - 1814: Breil en France
La Révolution française qui veut essaimer en Europe arrive à Nice rapidement.
Et le 10 juin 1793, les troupes françaises entrent à Breil.
Le village passe ainsi sous l'autorité du Directoire en 1795, du Consulat en 1799, de l'Empire en 1804.

### Époque contemporaine
Après la première abdication de Napoléon, le traité de Paris de 1814 restitue au royaume de Sardaigne de Charles-Emmanuel IV le comté de Nice dont Breil fait partie.

#### 1814 - 1860: Breil en Sardaigne
Dès 1848, Charles-Albert de Savoie a dans l'idée de réunir les différents États italiens sous une couronne unique et proclame « Italia farà da sé ».
Son fils Victor-Emmanuel II va continuer à œuvrer dans ce sens.
Différentes tractations seront menées par son ministre Cavour pour obtenir l'appui de l'empereur Napoléon III.
En 1858, l'avenir du comté de Nice est scellé secrètement lors de l'entrevue de Plombières entre Napoléon III et Cavour :
la France s'engage à aider Victor-Emmanuel II à chasser les Autrichiens du nord de l'Italie et à favoriser la constitution d'un État d'Italie en contrepartie de la cession de la Savoie et du comté de Nice à la France. Le traité de Turin du 24 mars 1860 officialise le « rattachement » sous réserve de l'adhésion des populations.

#### Depuis 1860: Breil en France
La consultation populaire — le plébiscite — a lieu les 15 et 16 avril : le 24 octobre, Breil et Saorge sont rattachés à la France et forment le canton de la Moyenne Roya.
Depuis l’annexion (sans la Haute Roya et les villages de Piène et Libre), le rôle frontalier de Breil a fixé une population d’agents de l’État, du chemin de fer et de militaires. Les installations hydroélectriques, l'inauguration, en 1928, d’une gare internationale sur la ligne de Coni à Vintimille et la ligne de Nice à Breil-sur-Roya, ont également marqué l’entre-deux-guerres, tout comme la présence d’une garnison de troupes alpines.

#### La Seconde Guerre mondiale et le traité de Paris
Les combats de 1940 et surtout de 1944-1945 éprouvent durement l'ensemble de la vallée. Les destructions à Breil sont importantes : la gare est bombardée à plusieurs reprises par les Alliés entre fin juillet et septembre 1944, divers quartiers touchés par l'artillerie alliée durant l'hiver 1944- 1945, tandis que les ouvrages routiers et ferroviaires sont systématiquement détruits par les Allemands, la plupart pendant leur retraite, du 10 au 25 avril 1945. Les maisons sont pillées et minées et la population (environ 2 000 personnes) évacuée de force à partir du 28 octobre 1944, et déportée en Italie du Nord, dans des conditions très difficiles (froid, faim, travaux forcés, bombardements alliés), entraînant le décès d'une cinquantaine d'habitants durant cette période. La majeure partie (un millier de personnes, essentiellement des vieillards, des femmes et des enfants, la plupart des hommes étant internés) se retrouve à la caserne San Paolo de Turin, d'où elle n'est rapatriée qu'en avril et mai 1945.
La ville de Breil-sur-Roya recevra, le 11 novembre 1948, la croix de guerre 1939-1945 avec étoile de vermeil.
En avril 1945, les troupes françaises occupent toute la vallée, amorçant une tentative d'annexion qui échoue en raison de l'opposition d'une partie de la population locale et surtout de la pression américaine. Elles se retirent le 10 juillet, mais après tractations, et conformément aux accords fixés par le traité de paix de Paris le 10 février 1947, plusieurs hameaux frontaliers deviennent français et intègrent le canton de Breil-sur-Roya, notamment Piena (Piène-Haute), Libri (Libre) et le poste-frontière de Ravai (Piène-Basse), en partie à l’abandon depuis la suppression de la douane et de la gare. Effectif au 16 septembre, le rattachement est sanctionné par un plébiscite organisé le 12 octobre suivant. Cependant, l'annexion par la France n'est approuvée que par 65 % des habitants à Piène et 68 % à Libre, et les ressortissants pro-italiens avaient déjà quitté la région à la fin de l'été. La frontière est déplacée de quelques kilomètres.

## Politique et administration

### Liste des maires
| Période | Période          | Identité          | Étiquette    | Qualité |
| ------- | ---------------- | ----------------- | ------------ | --- |
| 1945    | 1958             | André Botton      | SFIO         | Instituteur retraité Conseiller général de Breil-sur-Roya (1945 → 1958) Président du conseil général (1947 → 1951)                                                                                            |
| 1958    | 1977             | Pierre Sassi      | Centre droit | Exploitant agricole Conseiller général de Breil-sur-Roya (1964 → 1976) |
| 1977    | 1983             | Henri Curti       | PCF          | |
| 1983    | 1995             | Jean Gallon       | RPR          | |
| 1995    | 2002 (démission) | Gilbert Mary      | RPR puis UMP | Conseiller permanent auprès du président de la CCI de Nice Conseiller régional de Provence-Alpes-Côte d'Azur (1992 → 1998) Conseiller général de Breil-sur-Roya (1982 → 2015) Ancien adjoint au maire de Nice |
| 2002    | 2014             | Joseph Ghilardi   | UMP          | Directeur d'école retraité |
| 2014    | 2020             | André Ipert       | DVG          | Retraité de l'enseignement |
| 2020    | En cours         | Sébastien Olharan | LR puis DVD  | Cadre de la fonction publique territoriale Conseiller départemental de Contes (2021 → ) 7e vice-président de la CA de la Riviera française (2020 → )                                                          |

### Budget et fiscalité 2023

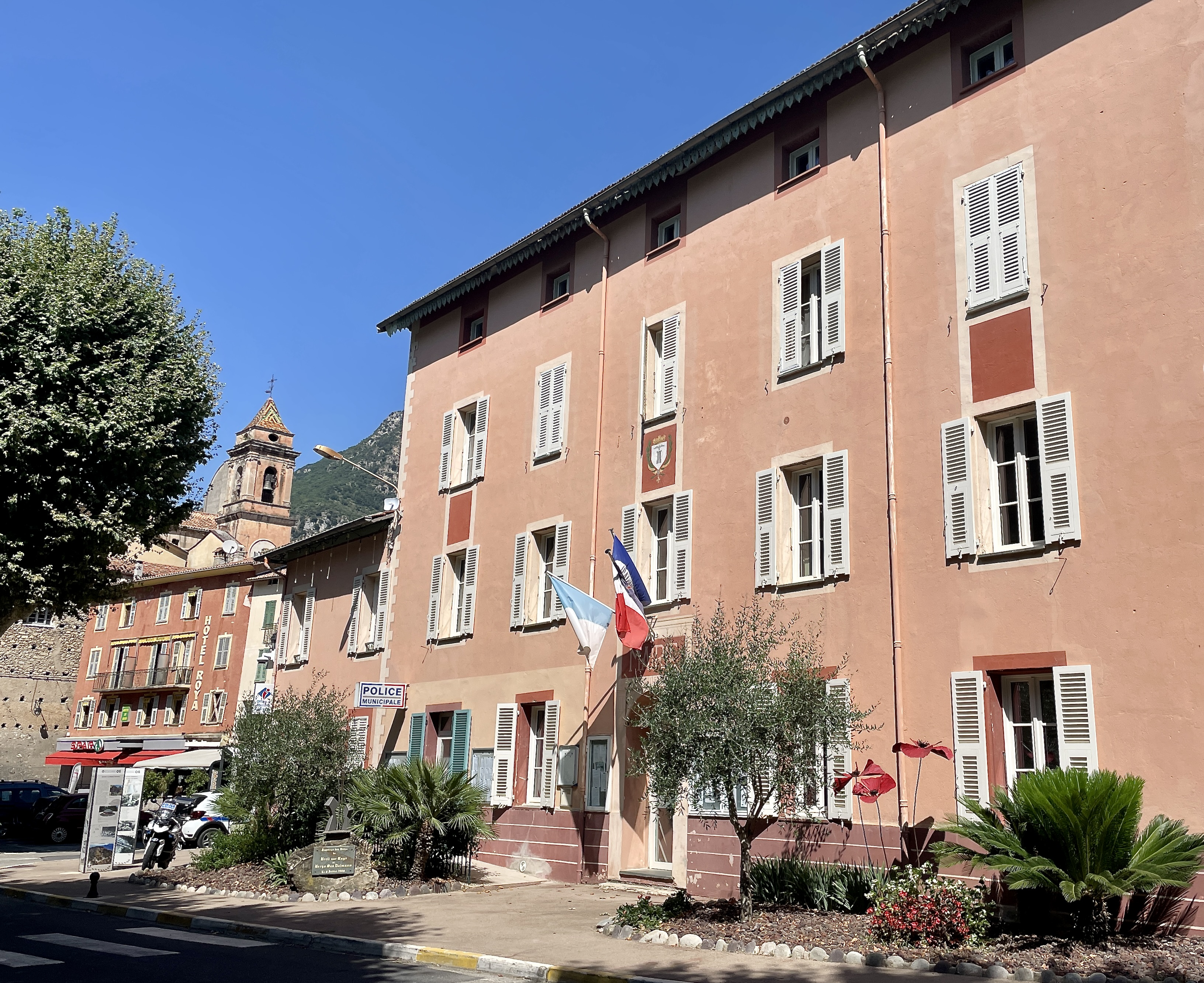
L'hôtel de ville.

En 2023, le budget de la commune était constitué ainsi :                                               
- total des produits de fonctionnement : 3 155 000 €, soit 1 452 € par habitant ;
- total des charges de fonctionnement : 3 518 000 €, soit 1 619 € par habitant ;
- total des ressources d'investissement : 3 986 000 €, soit 1 834 € par habitant ;
- total des emplois d'investissement : 6 032 000 €, soit 2 776 € par habitant ;
- endettement : 2 723 000 €, soit 1 253 € par habitant.

Avec les taux de fiscalité suivants :
- taxe d'habitation : 18,50 % ;
- taxe foncière sur les propriétés bâties : 27,12 % ;
- taxe foncière sur les propriétés non bâties : 39,83 % ;
- taxe additionnelle à la taxe foncière sur les propriétés non bâties : 0,00 % ;
- cotisation foncière des entreprises : 0,00 %.

Chiffres clés Revenus et pauvreté des ménages en 2021 : médiane en 2021 du revenu disponible, par unité de consommation : 21 800 €.

### Jumelages
- Borgo San Dalmazzo (Italie) depuis 2000
- Aléria (France) depuis 2013

## Équipements et services publics

### Eau et déchets
Breil-sur-Roya dispose de deux stations d'épuration :
- Breil-sur-Roya, d'une capacité de 3000 Équivalent-habitants[53],
- Breil-sur-Roya, Piène haute, d'une capacité de 300 Équivalent-habitants[54].

### Enseignement
- École maternelle,
- École élémentaire Jean-Moulin,
- Collège L'Eau-Vive,
- Lycées à Menton[55].

### Santé
Professionnels et établissements de santé :
- Médecins à Breil-sur-Roya, Sospel, Lantosque, L'Escarène.
- Pharmacie à Breil-sur-Roya.
- Hôpitaux à Breil-sur-Roya, Sospel, Menton, Gorbio.

## Population et société
Ses habitants sont les Breillois et les Breilloises.

### Démographie

#### Évolution démographique
L'évolution du nombre d'habitants est connue à travers les recensements de la population effectués dans la commune depuis 1793. Pour les communes de moins de 10 000 habitants, une enquête de recensement portant sur toute la population est réalisée tous les cinq ans, les populations de référence des années intermédiaires étant quant à elles estimées par interpolation ou extrapolation. Pour la commune, le premier recensement exhaustif entrant dans le cadre du nouveau dispositif a été réalisé en 2006.

En 2022, la commune comptait 2 292 habitants, en évolution de +5,82 % par rapport à 2016 (Alpes-Maritimes : +2,85 %, France hors Mayotte : +2,11 %).
| 1793 | 1800  | 1806  | 1822  | 1838  | 1848  | 1858  | 1861  | 1866  |
| ---- | ----- | ----- | ----- | ----- | ----- | ----- | ----- | ----- |
| 932  | 1 419 | 1 511 | 1 969 | 2 392 | 2 637 | 2 458 | 2 706 | 2 709 |

| 1872  | 1876  | 1881  | 1886  | 1891  | 1896  | 1901  | 1906  | 1911  |
| ----- | ----- | ----- | ----- | ----- | ----- | ----- | ----- | ----- |
| 2 595 | 2 576 | 2 538 | 2 565 | 2 696 | 2 668 | 2 728 | 2 645 | 2 804 |

| 1921  | 1926  | 1931  | 1936  | 1946  | 1954  | 1962  | 1968  | 1975  |
| ----- | ----- | ----- | ----- | ----- | ----- | ----- | ----- | ----- |
| 5 136 | 2 899 | 2 666 | 2 562 | 1 321 | 2 029 | 1 994 | 2 148 | 2 089 |

| 1982  | 1990  | 1999  | 2006  | 2011  | 2016  | 2021  | 2022  | - |
| ----- | ----- | ----- | ----- | ----- | ----- | ----- | ----- | - |
| 2 095 | 2 058 | 2 028 | 2 092 | 2 415 | 2 166 | 2 206 | 2 292 | - |

### Manifestations culturelles et festivités
La reconstitution historique d'A stacada se déroule tous les quatre ans. Cette manifestation commémore l'abolition du droit de cuissage par la révolte des habitants soumis à un tyran local au XIVe siècle. Une partie de la population, parée de riches costumes médiévaux, traverse la cité, ponctuant de haltes et de mises en scène les étapes de cet évènement historique. L'arrivée à l'improviste du seigneur permet à la population de demander réparation. Après de nombreuses courses poursuites dans les ruelles entre la garde turque du seigneur et les notables, ces derniers sont définitivement capturés et enchaînés, c'est-à-dire a stacada.

## Économie

### Entreprises et commerces

#### Agriculture
- Activités agricoles et produits du pays[64],[65].

#### Tourisme
La commune bénéficie du réseau Villes et Pays d'art et d'histoire "Les vallées Roya-Bévéra".
- Restaurants,
- Hôtels, chambres d'hôtes[67].

#### Commerces
- Commerces de proximité :
- Les Éditions du Cabri, petite société éditrice de livres, films en cassettes vidéo, et DVD sur le matériel de chemin de fer est installée sur la commune[68].

## Culture locale et patrimoine

### Lieux et monuments
Patrimoine religieux :
- Église Santa-Maria-in-Albis, construite de 1663 à 1700 sur les vestiges d'une ancienne église romane. On peut y admirer les fresques qui ornent les voûtes (Assomption de la Vierge), un magnifique buffet d'orgue en bois sculpté et doré et un retable primitif (1500) consacré à saint Pierre, représenté en pape coiffé d'une triple tiare.
- Église Saint-Marc de Piène Haute.
- Église Saint-Michel de Libre.
- Chapelle des Pénitents noirs ou chapelle de la Miséricorde.
- Chapelle Notre-Dame-du-Mont dont les parties les plus anciennes datent du XIe siècle.
- Chapelle Notre-Dame-des-Grâces construite après l'épidémie de peste de 1631.
- Chapelle Saint-Antoine-l'Ermite située à l'extérieur des remparts, près de la porte de Gênes.
- Chapelle Sainte-Catherine ancienne chapelle des Pénitents blancs.
- Clocher Saint-Jean (XIe siècle)[69], seul vestige d'un ancien prieuré du XIe siècle détruit par la soldatesque du prince Eugène, lors de la guerre de Succession d'Espagne.

Autres patrimoines :
- Porte de Gênes[70] : une des trois portes qui fermaient la ville, lorsque celle-ci était entourée de remparts. On raconte que les loups venaient y hurler la nuit.
- Tour de la Cruella[71] (XIe siècle) bâtie par les comtes de Vintimille. Restaurée par des bénévoles en 2004-2006.
- L'Écomusée du haut-pays et des transports est un intéressant raccourci de l'évolution du transport en commun dans le Haut Pays niçois depuis 1900. Les activités agricoles et hydrauliques de la région sont également retracées.

Fortifications militaires :
- Vestiges du château redoute du Castéa[72]. Démantelé après 1814.
- L'ouvrage du Monte-Grosso, une fortification de la ligne Maginot construite sur le sommet du même nom (le mont Gros) à la limite sud-ouest de la commune de Breil.
- Ouvrage mixte dit ouvrage de Plan Caval[73].
- Redoute dite ouvrage de la Forca[74].
- Redoute dite ouvrage de Millefourches[75].
- Ouvrage d'infanterie dit ouvrage de la Baisse de Saint-Véran[76].
- Position du secteur fortifié frontalier dite avant-poste de la Croix de Cougoule[77]

#### Libre
Libre est un hameau italien devenu français par référendum en 1947. Libre regroupe en fait six hameaux perchés : Frugoni, Bourgogni, Cotté, Aubié, Giastevé, Pienne-Haute. La route venant de Breil longe les champs d'oliviers.
- Église Saint-Michel-Archange construite en 1905 avec clocher latéral et lanternon.
- Maison à toitures voûtées construites en moellons appareillés liés en mortier de chaux qui ont été réalisées sur des coffrages amovibles en plein cintre. Ce type de construction est unique dans le département. On les appelait « li casuns » ou « crotas ». Ce choix de construction est peut-être dû au manque de schiste pour faire des toits en lauze ou d'argile pour fabriquer des tuiles.
- Chapelle Saint-Jean-Baptiste, petite chapelle votive en haut du village.

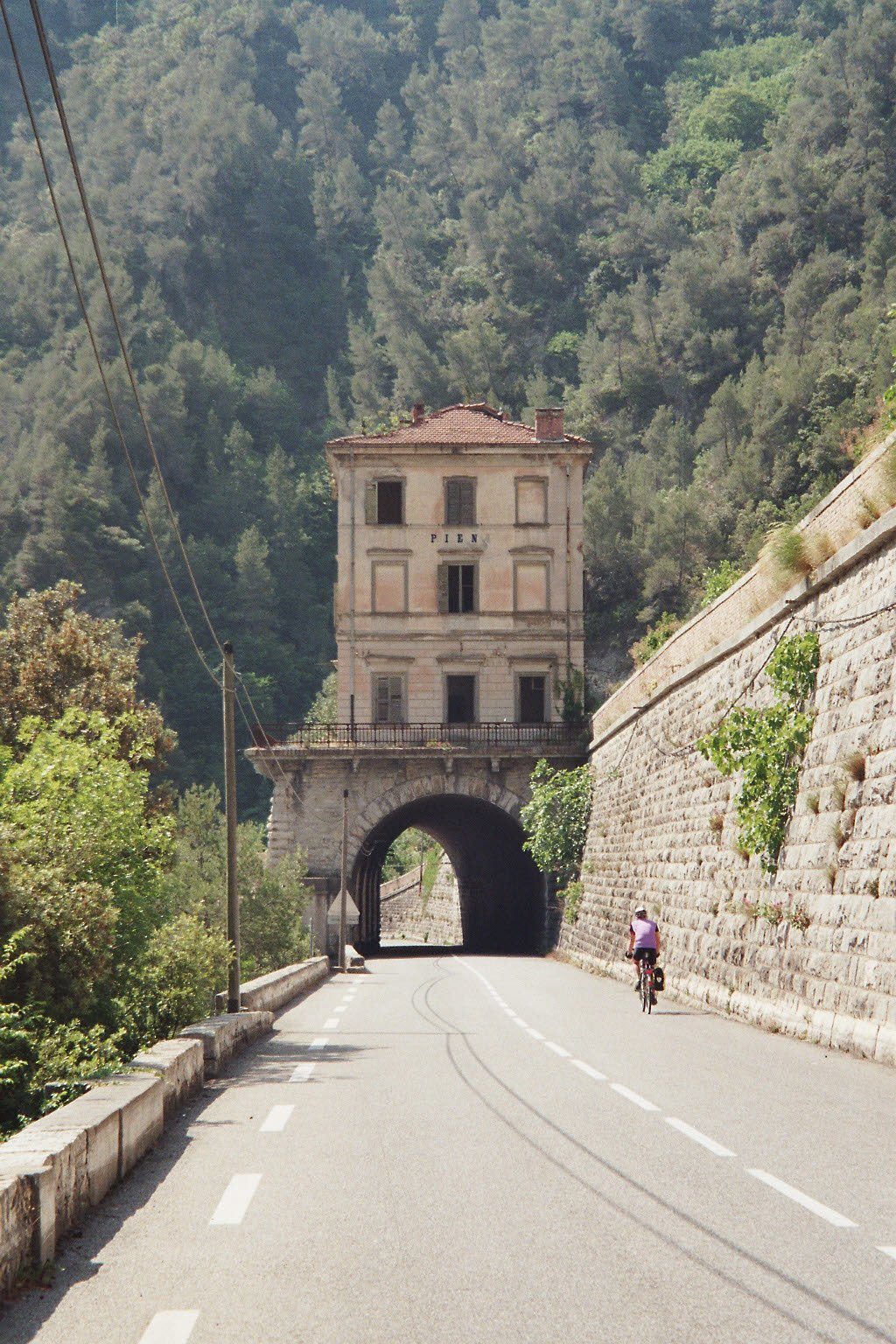
Ancienne gare de Piène-Basse. Voie ferrée à droite en haut du mur de soutènement

#### Piène-Haute
Le hameau est perché à 613 m sur une arête, au bout d'une route d'accès venant de la route départementale reliant Sospel à Olivetta San Michele. Piène haute était une ville importante au XVIIIe siècle car elle avait alors 3 650 habitants. Elle était depuis le XIVe siècle le chef-lieu de la viguerie du comte de Vintimille.
- Église Saint-Marc de style baroque du début du XVIIIe siècle[79]
- Chapelle des Pénitents blancs des XVIIe siècle et XVIIIe siècle dédiée à Notre-Dame-de-la-Visitation. La confrérie avait été fondée au XVe siècle. Les décors intérieurs datent du XIXe siècle.
- Ruines du château dominant le village. Il a été un lieu d'affrontements entre Savoyards et Génois. Le château a été un fort génois jusqu'en 1815.

#### Piène-Basse
Hameau situé dans la vallée de la Roya, près de la frontière.
- Pont sur la Roya du XVIIe siècle.
- Ancienne gare de Piène construite au-dessus de la route en 1927 près du poste frontière italien. La gare n'a pas été remise en service par la SNCF quand Libre et les différents hameaux sont devenus français en 1947.

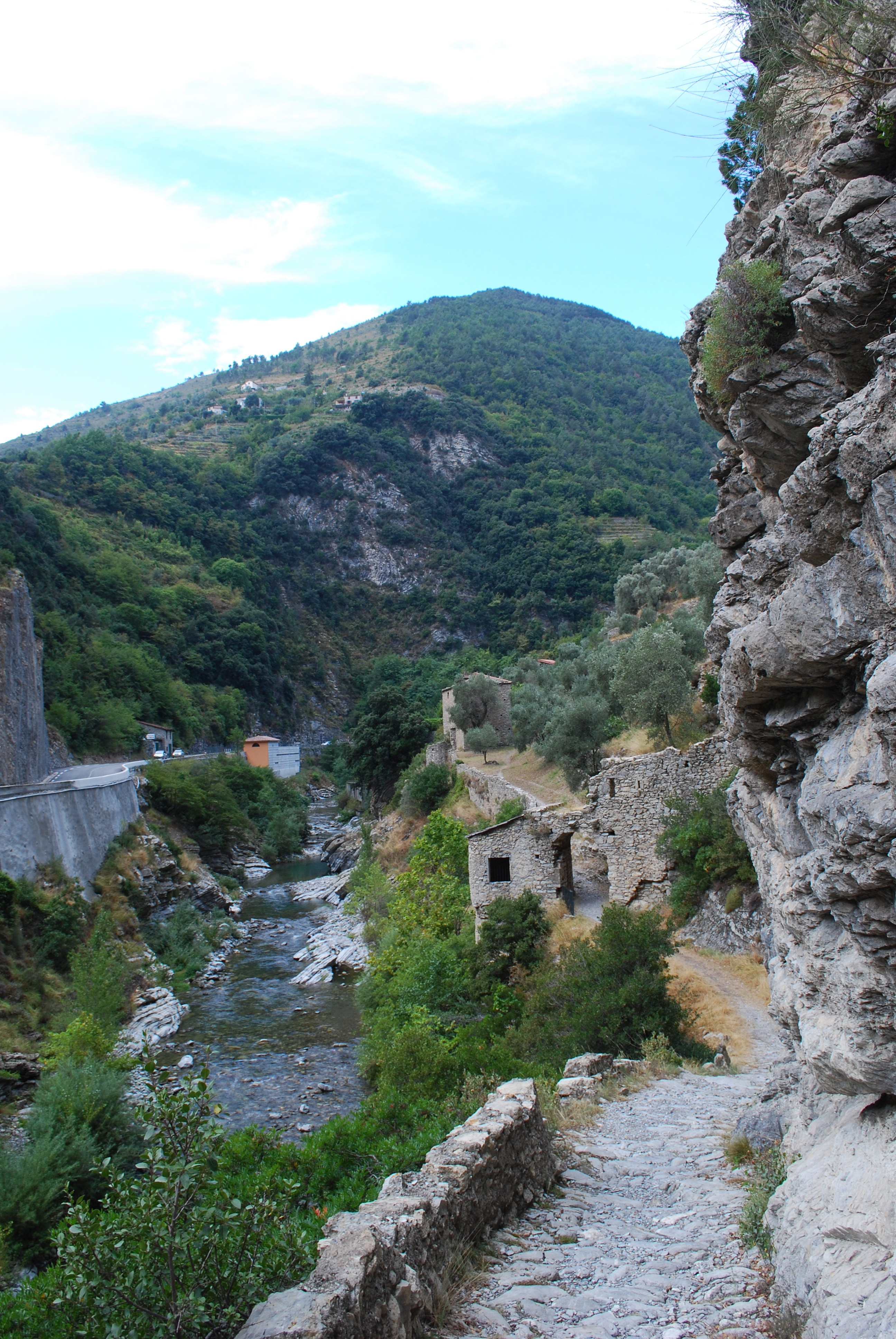
Porte de Gênes vue de l'extérieur de la ville.
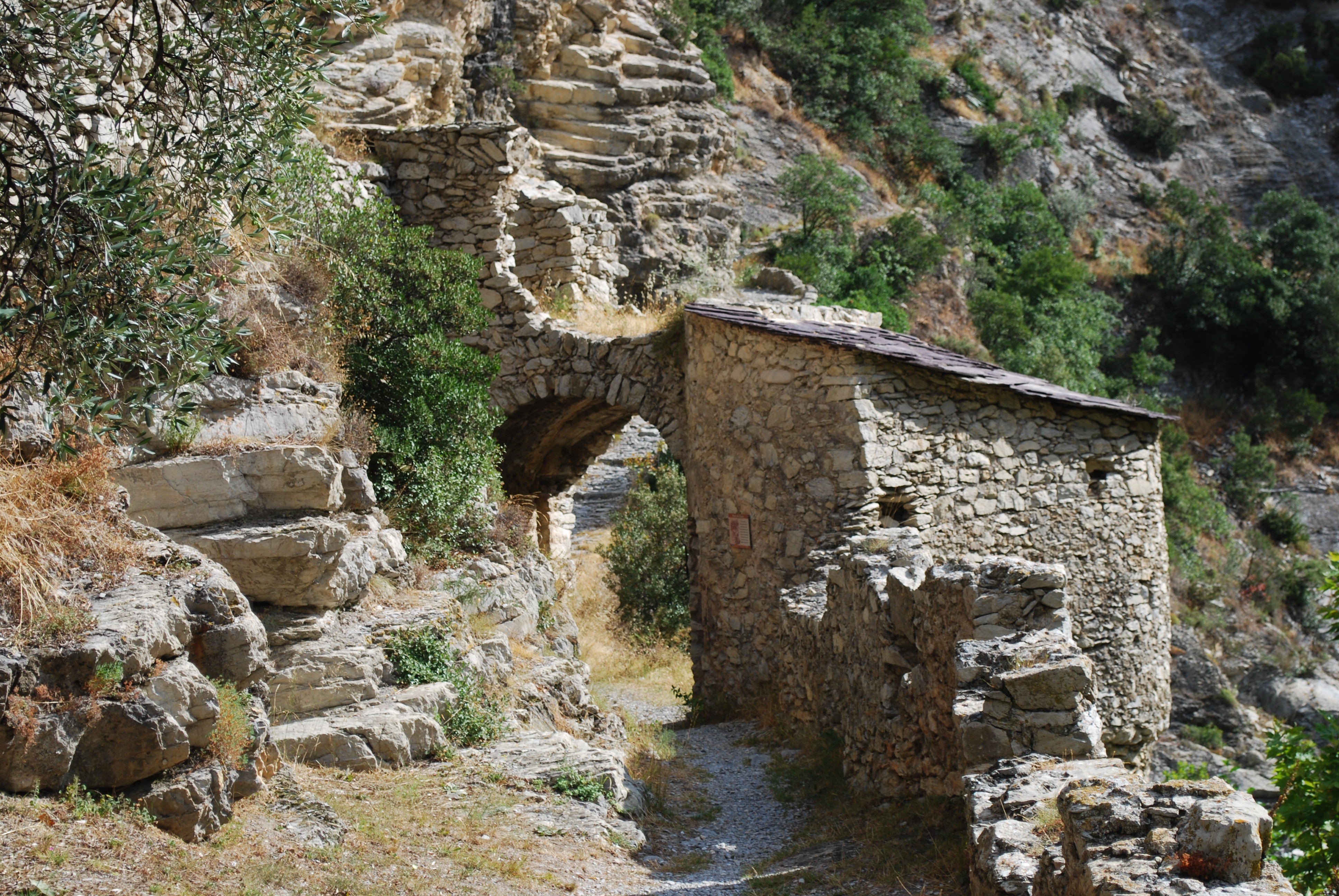
Porte de Gênes vue de l'intérieur de la ville.
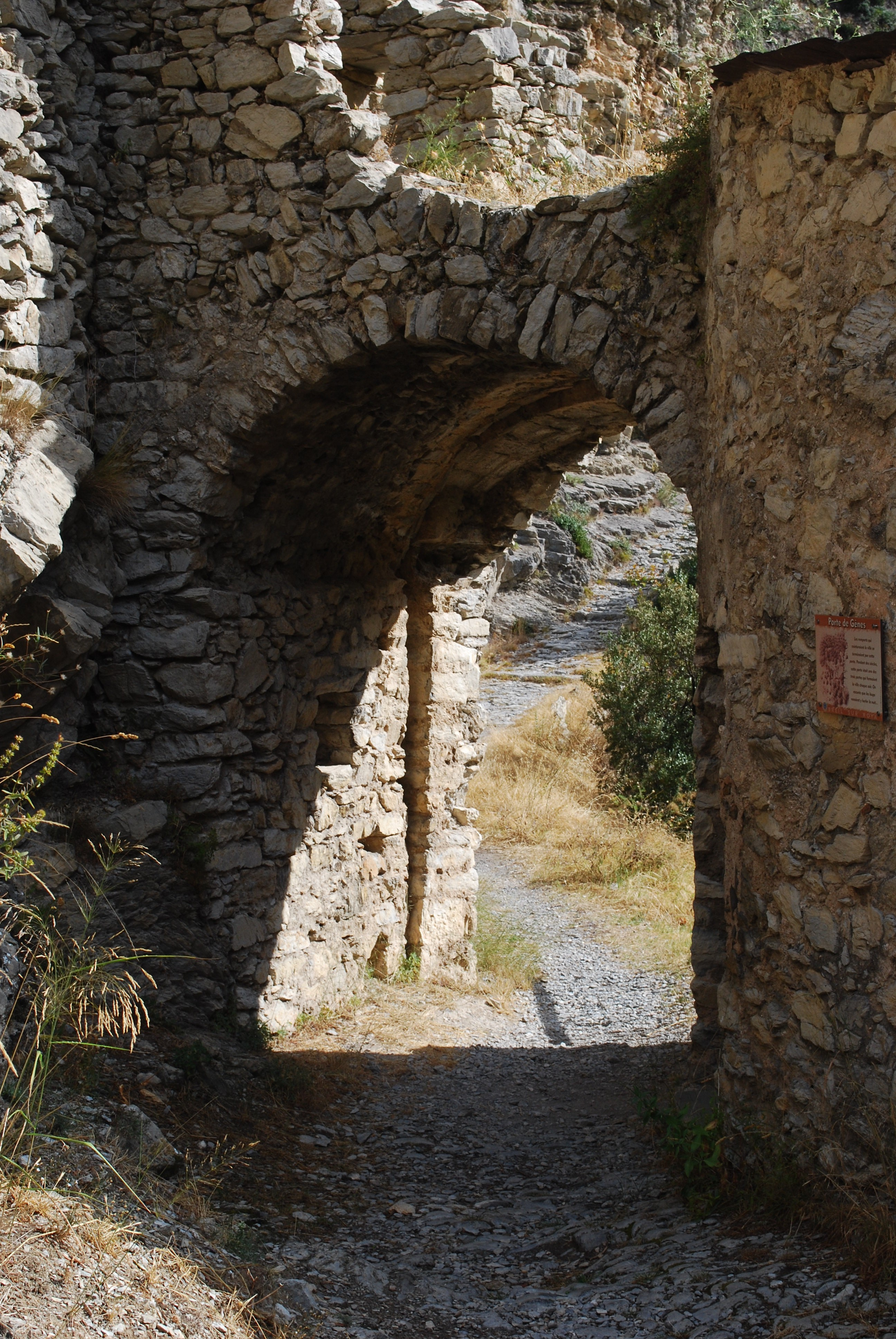
Porte de Gênes vue de l'intérieur de la ville.
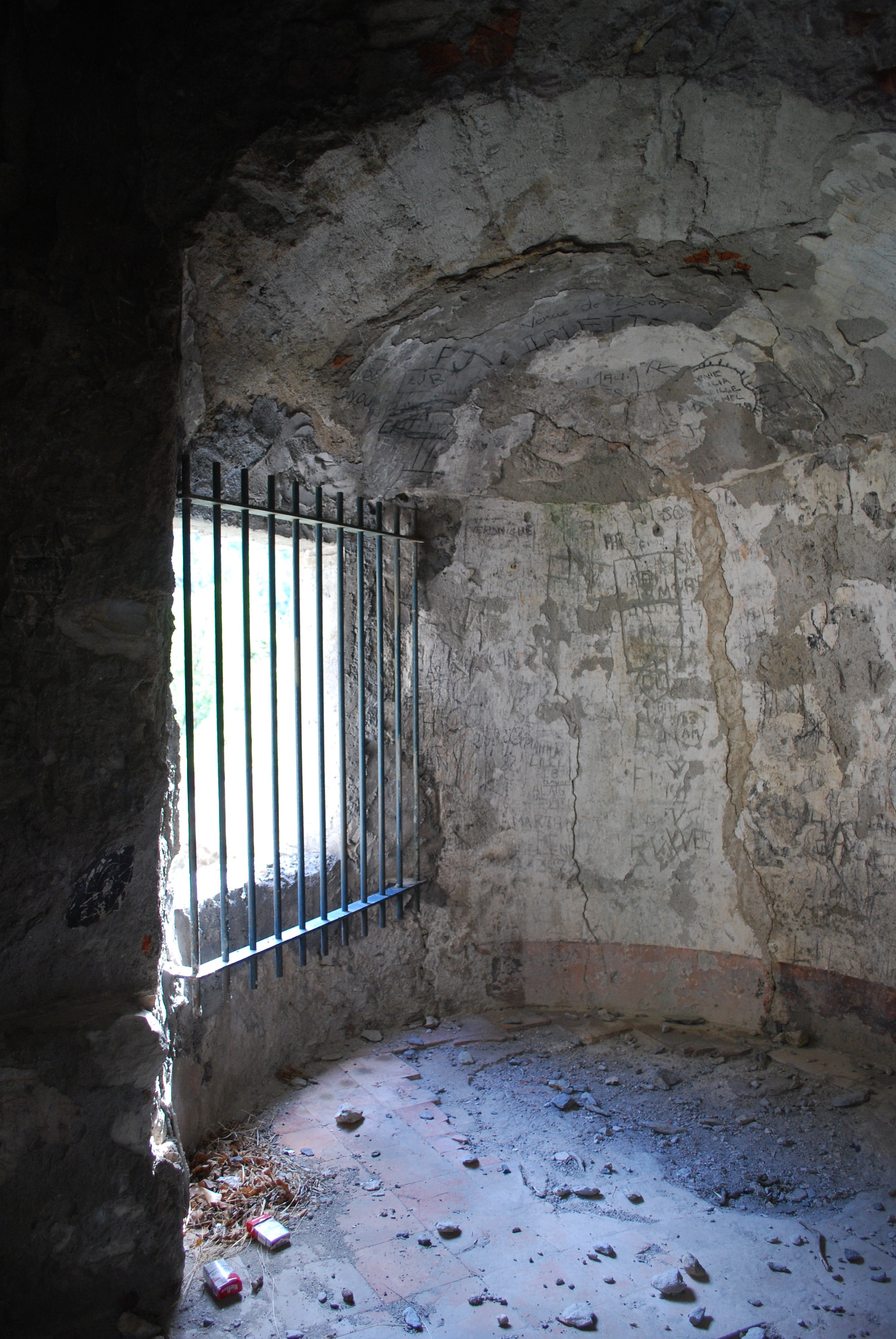
Pièce intérieure de la porte de Gênes.
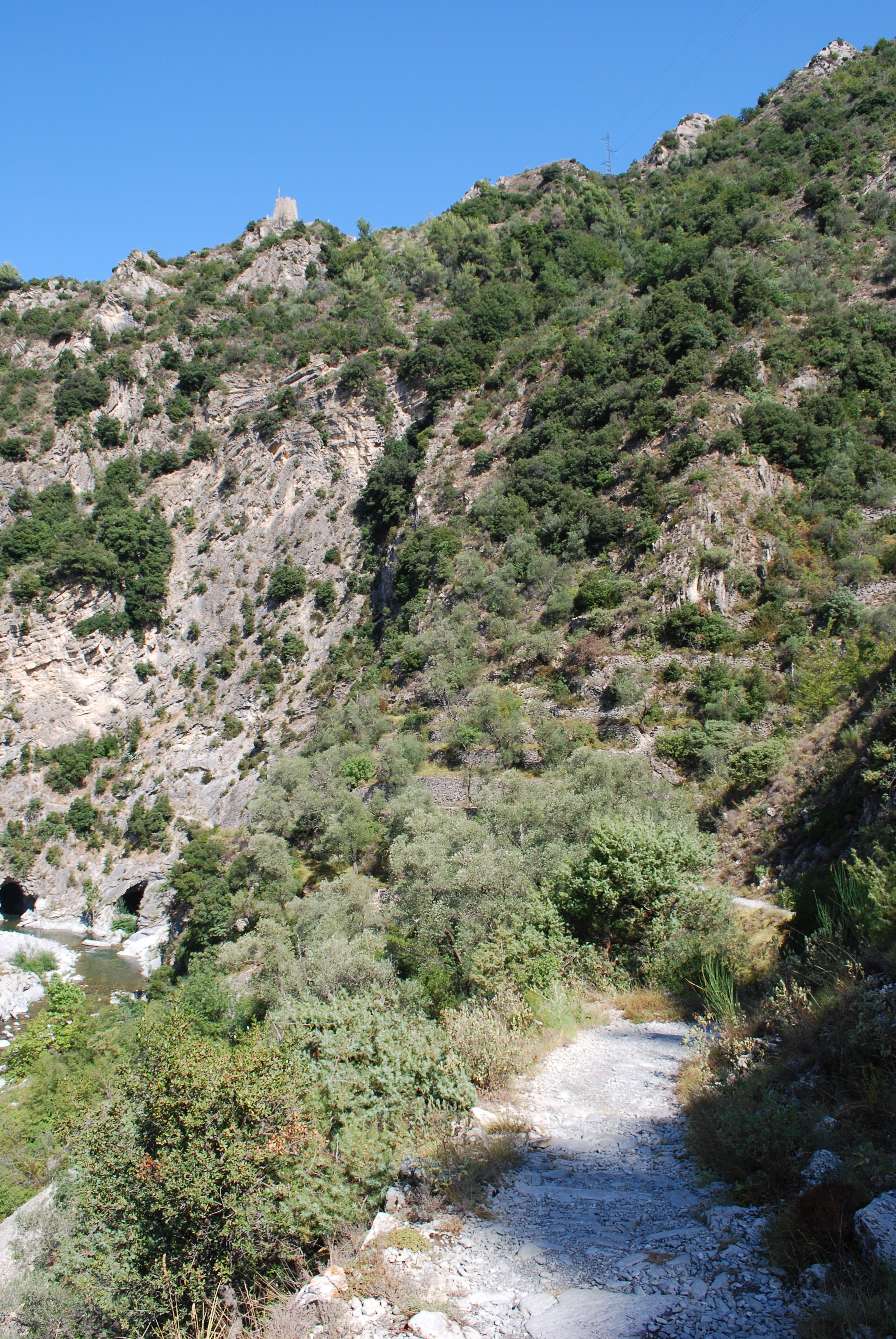
Tour de la Cruella vue du « sentier des Irlandais ».
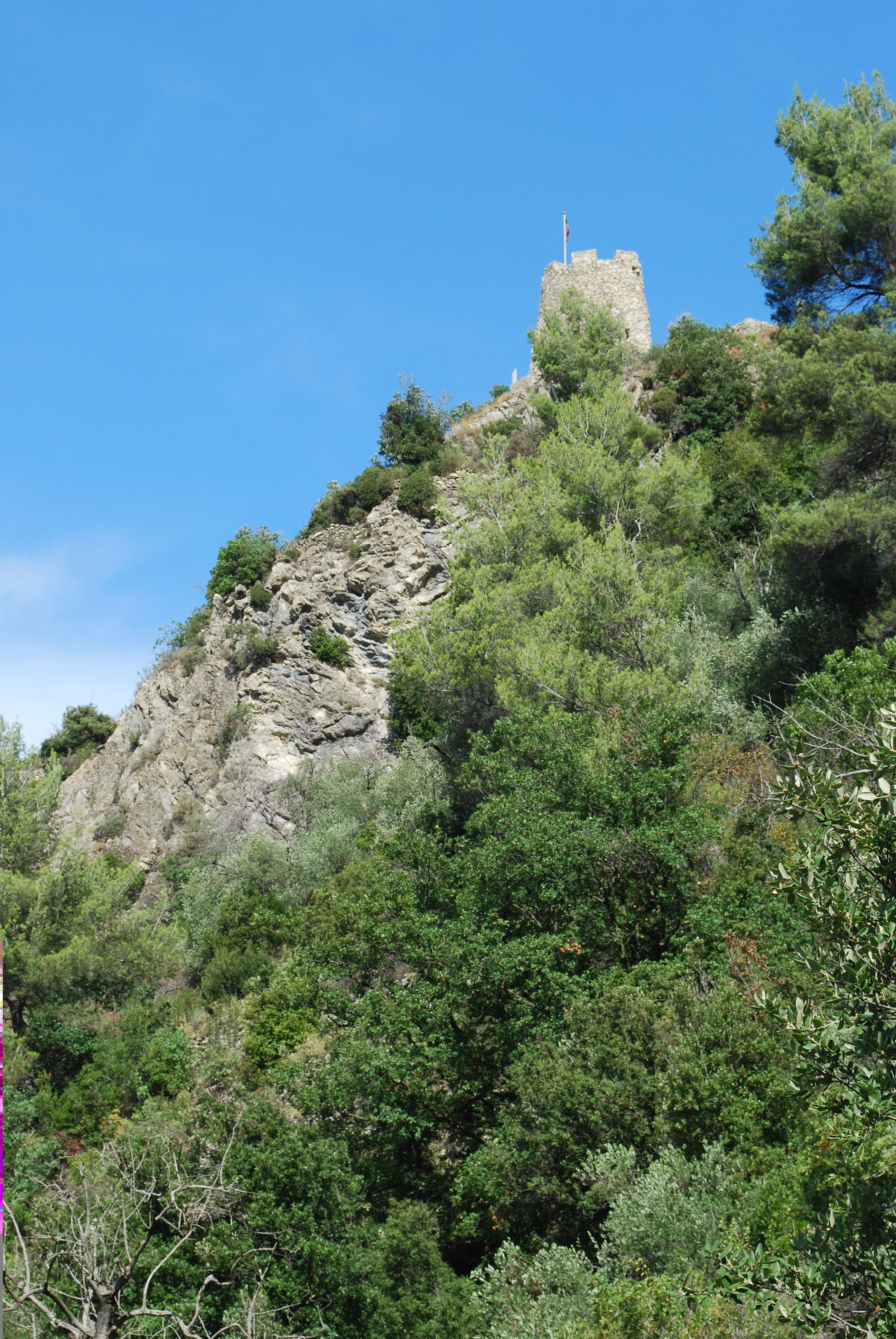
Tour de la Cruella.
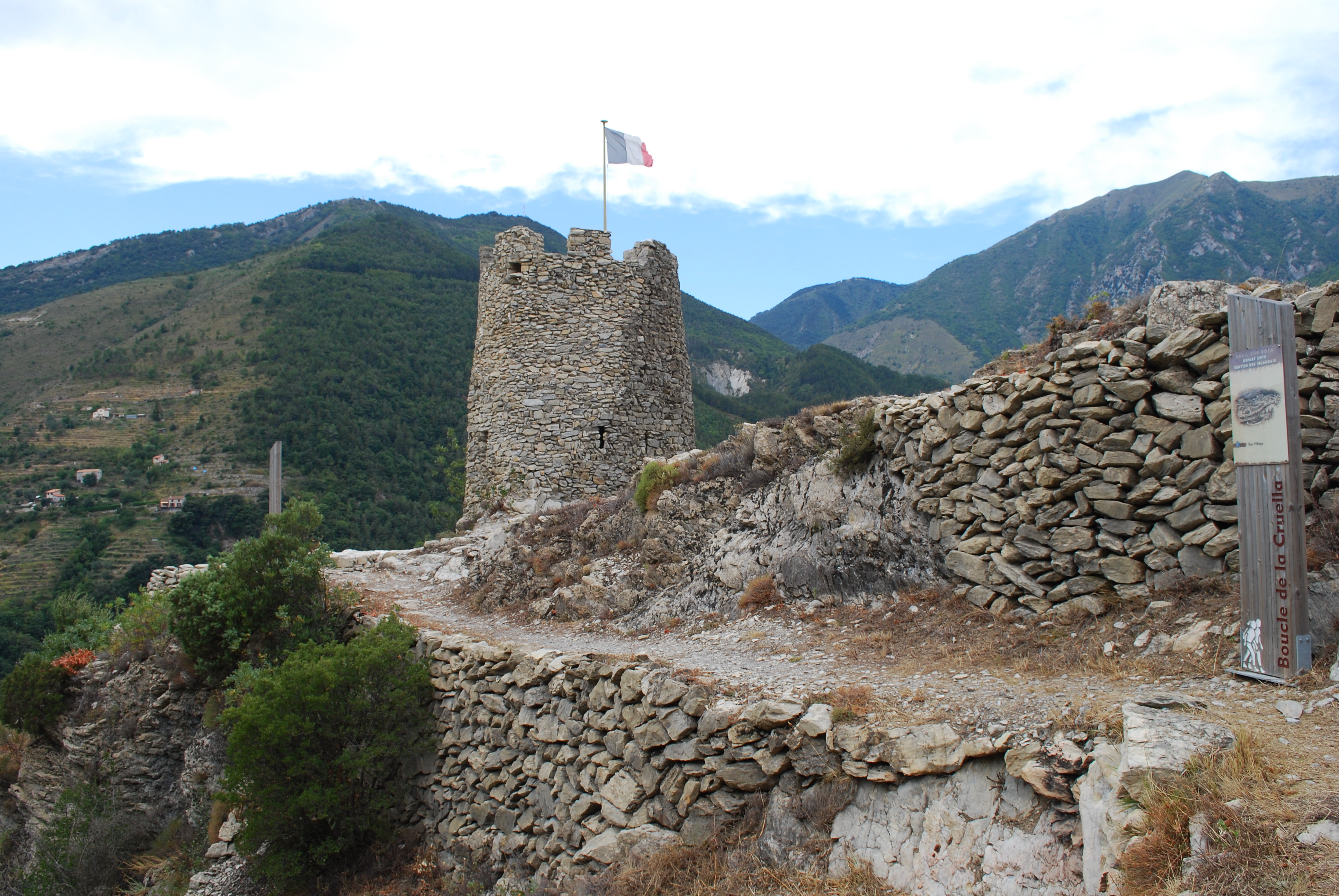
Tour de la Cruella.
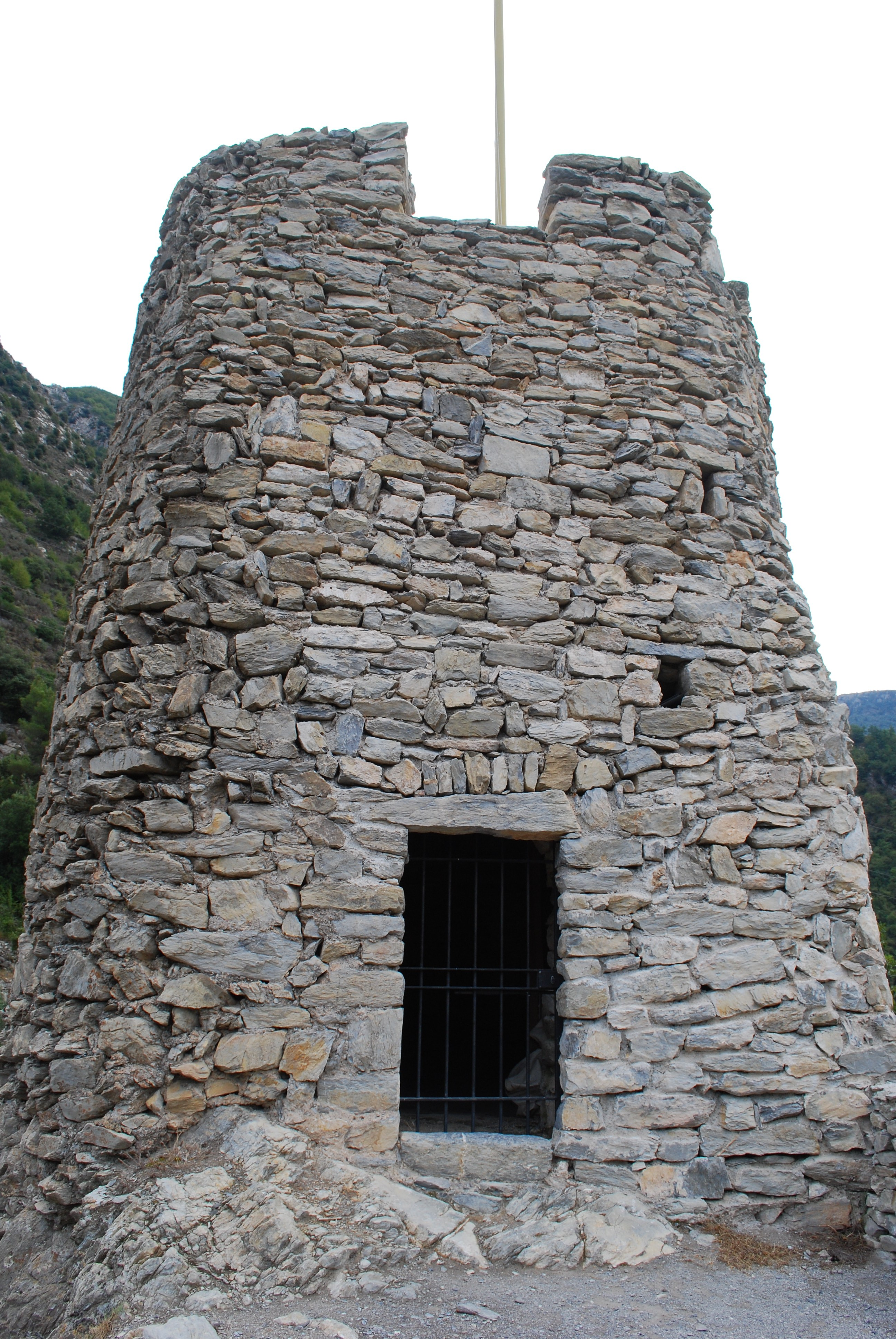
Tour de la Cruella.
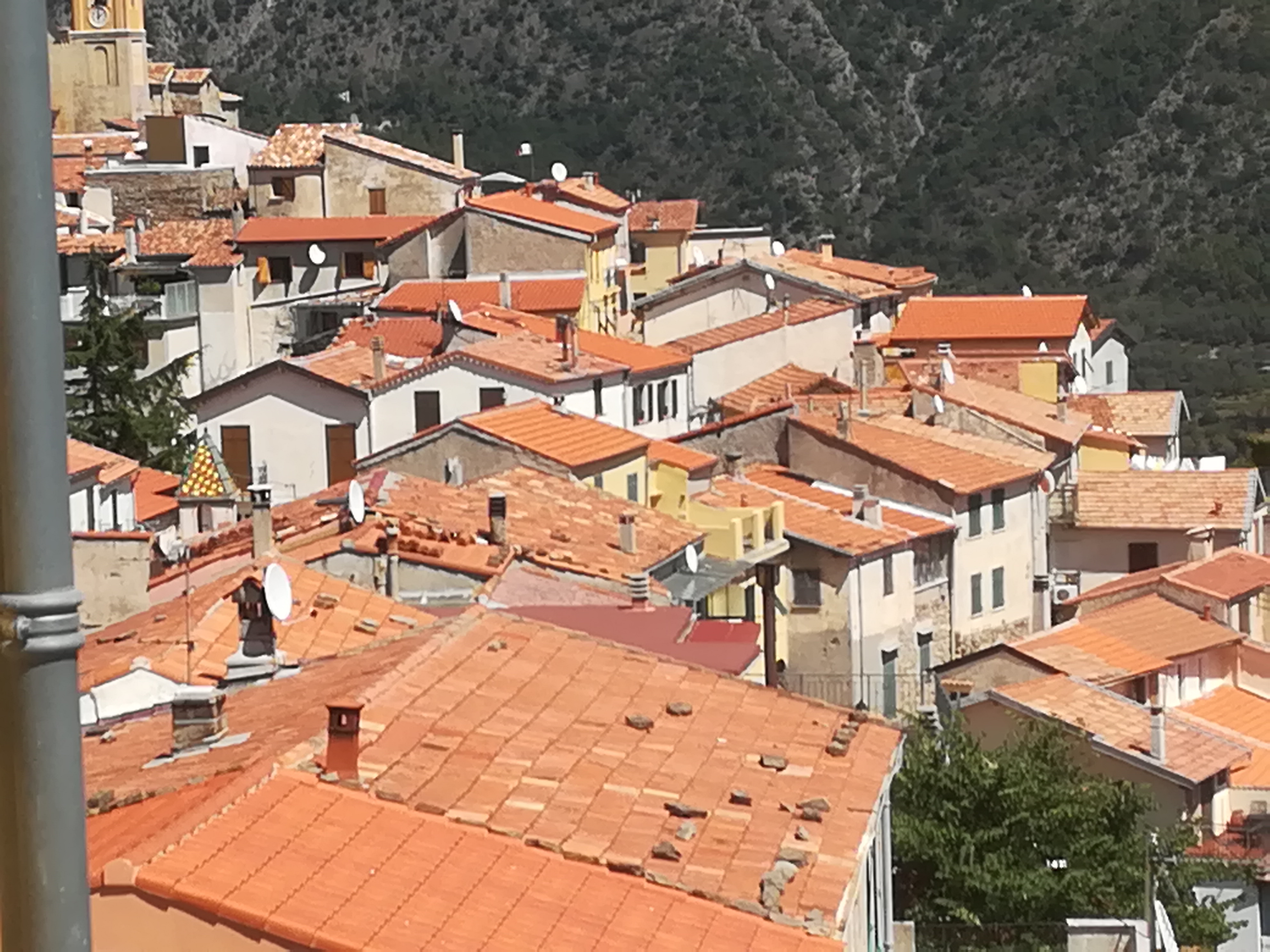
Hameau de Piène-Haute.

### Patrimoine culturel

#### Télévision
Le village a servi de cadre de l'émission télévisée Coup de foudre au prochain village diffusée sur TF1 en janvier 2013.

### Personnalités liées à la commune
- Père Léandre de Sainte Cécile (né Cottalorda)[81] fin XVIIe  - début  XVIIIe siècle : ce religieux, voyageur intrépide devint célèbre par ses voyages en Orient. En 1734 et en 1747, le duc de Savoie le charge de plusieurs missions auprès de princes orientaux.
- Louis Elzéar Alziari de Malaussène : conseiller d'État auprès du roi de Sardaigne, et ingénieur en chef de l'armée sarde, pendant les guerres de la Révolution française, se met à la disposition de la France à la signature du traité de Cherasco, quand le roi de Sardaigne renonce à tous ses droits sur le comté de Nice. S'installe à Breil, pays de son épouse. Il est le promoteur de la route Nice-Gênes[82], de la route Breil-Vintimille[83].
- Baron Auguste Cacciardy de  Montfleury : maire et conseiller général de Breil, mort subitement en 1886. Œuvra pour son pays et pour la vallée de la Roya qu'il voulait française.
- Famille Cachiardi[84], Caciardi ou Cacciardy[85] (la maison Cacciardi de Montfleury est située 47, rue Pasteur) : 
  - Barthélemy Cachiardi, syndic de Breil en 1628 ;
  - Augustin Cachiardi teste en 1637 et demande qu'une chapelle soit construite par ses héritiers près du pont de La Giandola ;
  - Charles-Antoine Cachiardi, syndic de Breil en 1703. Il a été lieutenant de la milice de Breil en 1672. Il a participé à des combats entre les troupes savoyardes de Charles-Emmanuel II et celles de Gênes basées à Piène-Haute ;
  - Jean Cachiardi : lieutenant de frégate de la marine de Victor-Amédée III. Il possède une propriété près de Chieri, en Piémont, qui est élevée en baronnie sous la dénomination de Montfleury en 1784. En 1792, pour éviter qu'il ne tombe aux mains des Français, il fait sortir du port de Villefranche la frégateSan Vittorio. Il participe avec cette frégate au siège de Toulon en 1793 contre les Français. Chevalier des Saints-Maurice-et-Lazare ;
  - Ignace Cachiardi, chanoine de la cathédrale de Nice. Il baptise le 10 mai 1759 André Masséna. Mort le 18 juin 1769, à 45 ans. Peut-être un frère de François Cachiardi ;
  - François Cachiardi, avocat, premier consul à Nice en 1740. Marié avec une demoiselle Marie-Anne Barcillon (Marianna Barsillon Carciarda di Rocafort) en 1735, née à Saint-Paul-de-Vence, est devenu seigneur de Roquefort, près de Grasse, en 1751 ;
  - Louis-Marie Cachiardi, chevalier de Roquefort, fils de François Cachiardi, a été officier du roi Louis XVI en 1786 ;
  - Jean-Charles Cachiardi, frère de François Cachiardi, est gouverneur du fort du mont Alban en 1792 où il commande une petite troupe de mercenaires helvétiques. Il a capitulé et émigré. Il possédait deux maisons à Nice qui sont saisies et vendues. Chevalier des Saints-Maurice-et-Lazare ;
  - Émile Cachiardi, fils de Jean-Charles Cachiardi, premier consul à Nice en 1817, baron de Berre en 1826, chevalier des Saints-Maurice-et-Lazare. Il a composé trois poèmes qui se trouvent à la bibliothèque municipale de Nice. Il a composé une cantate pour la visite du roi Victor-Emmanuel Ier à Nice après son abdication, en 1821. Il fait jouer une seconde cantate en 1829 pour la visite du roi Charles-Félix à Nice ;
  - Jérôme Cachiardi, frère de Jean Cachiardi et cousin de Jean-Charles Cachiardi, lieutenant au régiment de marine de Villefranche en 1792. Il a épousé sa cousine Jeanne en 1794. Il est devenu le 2e baron de Montfleury en 1825 ;
  - Jean-Marie Cachiardi, syndic de Breil en 1783, maire de Breil entre 1833 et 1847, 3e baron de Montfleury ;
  - Ange-Louis Cachiardi, fils d'Ignace Cachiardi, frère cadet de Jean-Marie Cachiardi, est né à Breil en 1774. Il entre n 1793 à l'École d'artillerie de Turin. Il est sous-lieutenant de l'armée sarde en 1794. Après le traité de Paris signé entre le Directoire et Victor-Amédée III, il quitte l'armée sarde en 1796. Il va faire les campagnes de l'an 5 (22 septembre 1796-21 septembre 1797) et de l'an 7 dans l'armée d'Italie. Il participe au siège de Mantoue. Second siège de Mantoue en 1799 par l'armée austro-russe du général Souvarov. Les troupes françaises doivent se rendre le 28 juillet 1799. Il est fait prisonnier. Il devient capitaine d'artillerie dans l'armée française le 1er fructidor an 8 (1799). En mai 1802, il est à Strasbourg, puis en Allemagne. Napoléon Ier le nomme commandant de l'artillerie de Magdebourg puis il fait la campagne de Russie. Sous la Restauration il est nommé lieutenant-colonel d'artillerie et directeur de l'école d'Artillerie en 1820. Il quitte le service en 1822. Il reçoit le grade honorifique de colonel en 1826. Il se retire à Breil. Fait chevalier de la Légion d'honneur par Napoléon Ier en 1807, il est fait officier sous la Restauration, en 1821, et chevalier de l'ordre de Saint-Louis. Il meurt en 1856[86] ;
  - Louis-Guillaume Cachiardi, fils d'Ange-Louis Cachiardi et de Wilhelmine Kiesel. Il est né à Magdebourg le 10 juillet 1811. Il est officier de dragons. Après le plébiscite du 15 avril 1860, le gouvernement sarde souhaite conserver Tende, Saorge, Breil et Sospel. Il est intervenu auprès de l'empereur pour que Breil devienne français. L'empereur décide de s'opposer à la demande sarde pour Saorge, Breil et Sospel « comme contraire aux vœux des populations ». Il est maire de Breil sous Napoléon III, entre 1861 et 1870, conseiller général en 1867. Napoléon III le nomme chevalier de la Légion d'honneur en 1868 ;
  - Auguste Cacciardy, baron de Montfleury, cousin de Louis-Guillaume Cachiardy, maire de Breil en 1870-1871 et en 1876-1886, conseiller général de Breil jusqu'en 1886.

### Héraldique
| Blason de Breil-sur-Roya | Blason  | D’azur à la tour d’argent ouverte de gueules maçonnée de sable, surmontée d’un faucon au vol éployé aussi d’argent portant une couronne de marquis d’or. |
| Blason de Breil-sur-Roya | Détails | Le statut officiel du blason reste à déterminer. |